# 1830年代
1830年代（せんはっぴゃくさんじゅうねんだい）は、西暦（グレゴリオ暦）1830年から1839年までの10年間を指す十年紀。

## できごと

### 1830年
- 大コロンビアが解体され、エクアドルとベネズエラが独立。
- 7月27日 - フランス7月革命が勃発。

### 1831年
- 第一次エジプト・トルコ戦争（ - 1833年）。

### 1832年
- 天保の大飢饉発生。ギリシャ王国が成立。

### 1834年
- ドイツ関税同盟発足。ポルトガル内戦が終結。

### 1836年
- パリのエトワール凱旋門完成（1806年 - ）。
- アラモの戦い。

### 1837年
- 3月25日 - （天保8年2月19日） 大塩平八郎の乱。
- 6月20日 - ヴィクトリア女王即位。
- サミュエル・モールス、有線電信機を発明。

### 1838年
- 中米連邦が解体される。

### 1839年
- 蛮社の獄。